# Cộng đồng châu Âu
Cộng đồng châu Âu (tiếng Anh: European Community, viết tắt là EC, tiếng Pháp: Communauté européenne, viết tắt là CE) là một trong  ba trụ cột của Liên minh châu Âu, được thành lập bởi Hiệp ước Maastricht (1992), dựa trên nguyên tắc chủ nghĩa siêu quốc gia và thay thế Cộng đồng Kinh tế châu Âu (bỏ 2 từ Kinh tế), tiền thân của Liên minh châu Âu.
Ngày 1 tháng 12 năm 2009, Hiệp ước Lisbon đi vào hiệu lực, bãi bỏ cơ cấu trụ cột của Liên minh châu Âu, hợp nhất Cộng đồng châu Âu và 2 trụ cột khác.
Không như Cộng đồng Kinh tế châu Âu  (trở thành Cộng đồng châu Âu), hiệp ước Cộng đồng Năng lượng nguyên tử châu Âu (Euratom) vẫn không hết hạn, và mặc dù có các đề nghị hợp nhất nó vào trong Liên minh châu Âu, Cộng đồng này vẫn tiếp tục tồn tại như một thực thể độc lập trong Liên minh châu Âu.

## Lịch sử
Hiệp ước Maastricht dựa trên Đạo luật chung châu Âu và Bản tuyên bố long trọng về Liên minh châu Âu trong vìệc thành lập Liên minh. Hiệp ước này được ký ngày 7.2.1992 và có hiệu lực từ ngày 1.11.1993. Nó biến Cộng đồng Kinh tế châu Âu thành Cộng đồng châu Âu và thay thế Các cộng đồng châu Âu, thâu nhận các cộng đồng này làm thành một trong 3 trụ cột của Liên minh châu Âu. Chủ tịch đầu tiên của Ủy ban châu Âu sau khi thành lập Liên minh châu Âu là Jacques Delors, người tiếp tục nắm chức vụ trước kia ở Cộng đồng Kinh tế châu Âu trong thời gian ngắn, rồi trao lại cho Jacques Santer năm 1994
Hiệp ước Amsterdam chuyển giao trách nhiệm về việc di chuyển người tự do (tức các vấn đề visa, nhập cư bất hợp pháp, cho người tỵ nạn cư trú) từ trụ cột Các vấn đề Tư pháp và đối nội (Justice and Home Affairs, JHA) sang cho Cộng đồng châu Âu (JHA được đặt tên lại là Việc hợp tác Tư pháp và Cảnh sát trong các vấn đề hình sự (Police and Judicial Co-operation in Criminal Matters, PJCC). Cả Hiệp ước Amsterdam lẫn Hiệp ước Nice đều mở rộng thủ tục cùng quyết định (codecision procedure) tới hầu hết các lãnh vực chính sách, cho Nghị viện quyền hành ngang với Hội đồng trong Cộng đồng.
Năm 2002, Hiệp ước Paris - (lập ra Cộng đồng Than Thép châu Âu, một trong 3 cộng đồng làm thành Các cộng đồng châu Âu) - hết hạn sau 50 năm có hiệu lực. Nó được coi là dư thừa, nên không được thay thế, và thay vào đó là Hiệp ước Nice chuyển các yếu tố của nó sang Các hiệp ước Roma, và từ đó các công việc của nó tiếp tục như là phần của lãnh vực Cộng đồng Kinh tế châu Âu trong việc chuyển giao Cộng đồng.

## Các lãnh vực chính sách
- Xem bài Ba trụ cột của Liên minh châu Âu

Trụ cột Cộng đồng bao trùm các lãnh vực sau;
| - Kiểm soát biên giới - Chức công dân Liên minh châu Âu - Chính sách Nông nghiệp chung - Chính sách Ngư nghiệp chung - Luật cạnh tranh Cộng đồng châu Âu - Bảo vệ người tiêu dùng - Liên minh thuế quan và Thị trường chung | - Liên minh Tiền tệ và Kinh tế - Giáo dục và Văn hóa - Luật Môi trường - Việc làm - Bảo hiểm y tế - Các mạng lưới xuyên châu Âu | - Chính sách Thương mại quốc tế - Nghiên cứu - Chính sách Xã hội - Chính sách đối với người tỵ nạn - Hiệp ước Schengen - Chính sách nhập cư |

## Tương lai
Theo Hiệp ước Lisbon cơ cấu trụ cột sẽ bị bãi bỏ, hợp nhất trụ cột Cộng đồng với các trụ cột khác thành một Liên minh châu Âu đơn giản, trong đó các cơ quan thể chế của Liên minh sẽ có các quyền lớn hơn, và từ đây tư cách pháp nhân của Cộng đồng sẽ được chuyển sang Liên minh châu Âu. Điều này đã được Hiến pháp châu Âu đề nghị từ trước, nhưng Hiệp ước Lisbon đã không được mọi nước thành viên phê chuẩn năm 2005.
Không như Cộng đồng Kinh tế châu Âu, hiệp ước Cộng đồng Năng lượng nguyên tử châu Âu không hết hiệu lực, và mặc dù có các đề nghị hợp nhất hoàn toàn vào Liên minh châu Âu, nó vẫn tồn tại như một thực thể riêng bên trong Liên minh.